# 大宝寺氏
大宝寺氏（だいほうじし）は、日本の氏族のひとつである。中世の出羽国の大身豪族、戦国大名の氏族で、本姓は藤原氏。鎮守府将軍藤原秀郷を祖とする武藤氏の流れをくみ、少弐氏とは同族に当たる。

## 概要

### 鎌倉時代・南北朝時代
大宝寺氏は、鎌倉時代に庄内地方の地頭として入部したのが始まりであると言われている。最初は本姓である武藤姓を名乗っていたが、大泉荘の地頭であったために大泉氏を称した。後に荘園の中心であった大宝寺城に居住したため、名字を大宝寺氏へと改めた。大梵字氏とも。また、大宝寺氏（大泉氏）初代・武藤氏平が羽黒山寺領を侵したとして承元3年（1209年）に羽黒山衆徒に訴えられている。
大泉荘は鎌倉末期には北条氏一門が、また南北朝時代中期の康安元年（1361年）には上杉定顕が地頭職に任ぜられており、大宝寺氏は北条氏・上杉氏の在地代官としてこの地を治めていたものとおもわれる。

### 室町時代
下って寛正元年（1460年）、将軍・足利義政が古河公方・足利成氏を討伐するため出兵要請をした先に伊達氏・最上氏・天童氏と並んで大宝寺淳氏があった。

寛正3年（1462年）には将軍義政から出羽守を与えられた淳氏は翌寛正4年（1463年）上洛して義政に謁見し貢物を献上し大いに面目を施しているなど、室町時代後期に庄内地方を中心にして全盛期を迎えたと言われている。文明9年（1477年）に大宝寺氏から朝倉孝景を介して嫡男の元服に将軍の偏諱を求め、これが認められて将軍義政の一字を与えられて大宝寺政氏と名乗った。これは、羽州探題の宗家筋として大宝寺氏の歴代当主に偏諱を与えてきた斯波氏宗家が衰退し、幕府とのより強力な関係を求めたことによる。（主家である斯波氏に取って代わった守護代朝倉氏が仲介役に立っているのが象徴的である。）

### 戦国時代
戦国時代に入ると羽黒山の別当職を政氏以来代々の当主が兼ね、その宗教勢力を駆って勢力を伸張させた。飽海郡代であった砂越氏を永正10年（1513年）に討ち倒し所領を広げるなど力を拡大させつつあったが、砂越氏に入った同族や出羽安保氏や来次氏といった国人勢力の反抗に遭うようになり、衰退の兆しを見せ始める。戦国初期の当主・晴時の代にそれは顕著となり、南北朝時代以来のつながりのある越後国の本庄氏や上杉氏と関係を深めることでなんとか命脈を保った。また、朝倉氏との関係も続き、朝倉孫次郎（義景）が大宝寺氏から馬を購入する際の便宜を中途にある越後色部氏に依頼する朝倉宗滴の書状が残されている。次代の義増は永禄11年（1568年）にかねてより関係の深かった本庄繁長が武田信玄の策謀に乗り乱を起こすと挙兵する。しかし、本庄氏よりも先に軍を差し向けられると降伏し、義増は息子の義氏を人質として差し出した上で上杉氏に臣従せざるを得なくなった。
戦国時代後期の当主・大宝寺義氏は1年間の人質生活を終え家督を継ぐと武断による強権政治を敷き、弱った家中を立て直すと急速に戦国大名化してゆく。大宝寺氏と同等の力を持ち親上杉派だった土佐林氏を滅ぼし、反大宝寺派の残党をことごとく刈り取ることで田川・櫛引・飽海の3郡を掌握し、往時の勢力に近い形を取り戻すことに成功した（この領国は現在の神奈川県の大きさとほぼ同じである）。土佐林氏が務めていた羽黒山別当職も義氏が兼ねるようになった。また由利郡諸将（由利十二頭）や北方の安東氏、台頭しつつあった最上氏などの周辺勢力と対抗するため、また東北諸国の中でもいち早く中央政権に近づき近世大名化を果たすために当時の天下人・織田信長と誼（）を通じ、義氏は信長から「屋形」の称号を与えられた。しかし、羽黒山別当職を弟の義興に譲ったことで羽黒山と軋轢を生んでしまった。1582年、義氏は陸奥国の大浦為信、出羽国最上郡の白岩氏と結び由利郡と村山郡への二方面作戦を展開するが、それぞれ安東愛季と最上義光の援軍によって阻まれた。
1583年、義氏は傘下にあった砂越・来次氏が離反し懲罰の為に兵を向けるが、義光に通じた家臣の東禅寺義長・東禅寺勝正兄弟によって討たれた。

### 滅亡へ
義氏の死後は弟の大宝寺義興が継ぎ、本庄繁長より養嗣子の大宝寺義勝を迎えた。しかし、親上杉の姿勢に庄内の国人が反発し、義興は1587年に最上義光によって討たれ、義勝も実父・繁長の元へ逃れた。翌年、義勝は義光が大崎合戦で動けないと見るや、実父・繁長と共に十五里ヶ原の戦いで勝利し庄内を奪還した。その後上杉氏を通じて上洛し豊臣秀吉に臣従して豊臣姓と出羽守を得た。だが、奥州仕置きで藤島一揆が発生し、1591年に一揆扇動の罪科により改易され、ここに戦国大名としての大宝寺氏は断絶した。
その後、義勝は上杉氏の家臣になり罪も赦されたが庄内の支配権までは戻ることがなかった。そのため、実父である繁長の死後にその家督を継いで「本庄充長」と改名したため、大宝寺氏の家系は断絶した。

## 一族
- 武藤氏平
- 武藤盛氏
- 武藤氏影
- 大宝寺秋氏
- 大宝寺長盛
- 大宝寺師氏
- 大宝寺親氏
- 大宝寺持氏
- 大宝寺教氏
- 大宝寺淳氏
- 大宝寺健氏
- 大宝寺政氏
- 大宝寺澄氏
- 大宝寺氏説
- 大宝寺晴時
- 大宝寺義増
- 大宝寺義氏
- 大宝寺義興
- 大宝寺義勝（本庄充長）

## 関連氏族

### 一門格
武藤氏
- 武藤氏廣
- 武藤氏張

砂越氏（砂越武藤氏）
- 砂越氏維
- 砂越宗恂

### 主要家臣
土佐林氏
- 土佐林禅棟

東禅寺氏
- 東禅寺義長
- 東禅寺勝正

池田氏
- 池田盛周

留守須藤氏
- 留守遠江守

板垣氏（石垣氏）
- 板垣兼富
- 板垣河内守

大淵氏
- 大淵時興

殿塚氏
- 殿塚弾正

### 出羽国人衆
来次氏
- 来次時秀
- 来次氏秀

阿部氏
- 阿部良輝

押切氏
- 押切備前守

安保氏
- 安保能形

砂越氏
- 砂越氏益
- 砂越氏雄

鮭延氏
- 鮭延秀綱

由利十二頭
- 仁賀保挙誠
- 矢島満安

## ギャラリー

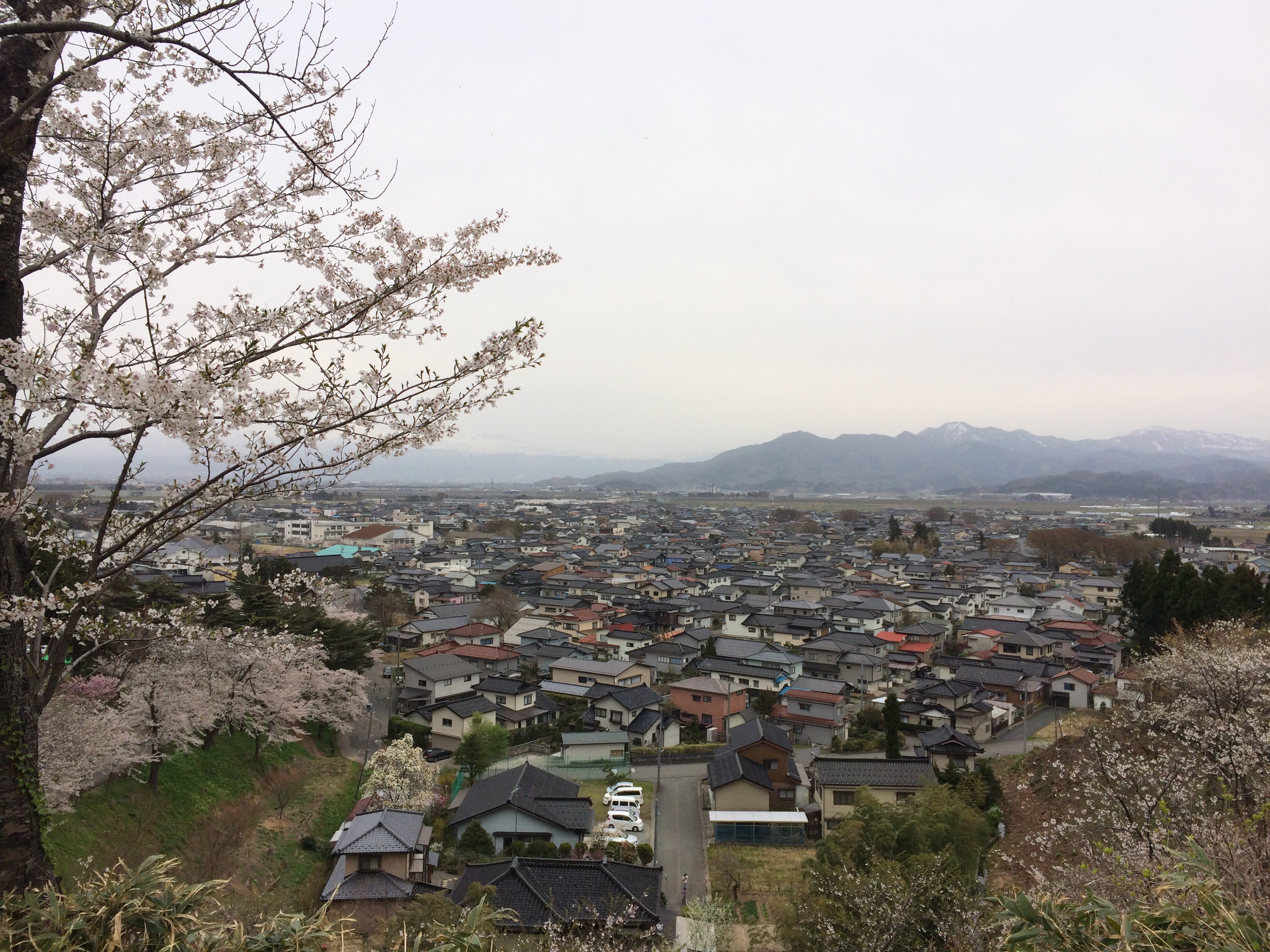
尾浦城下展望
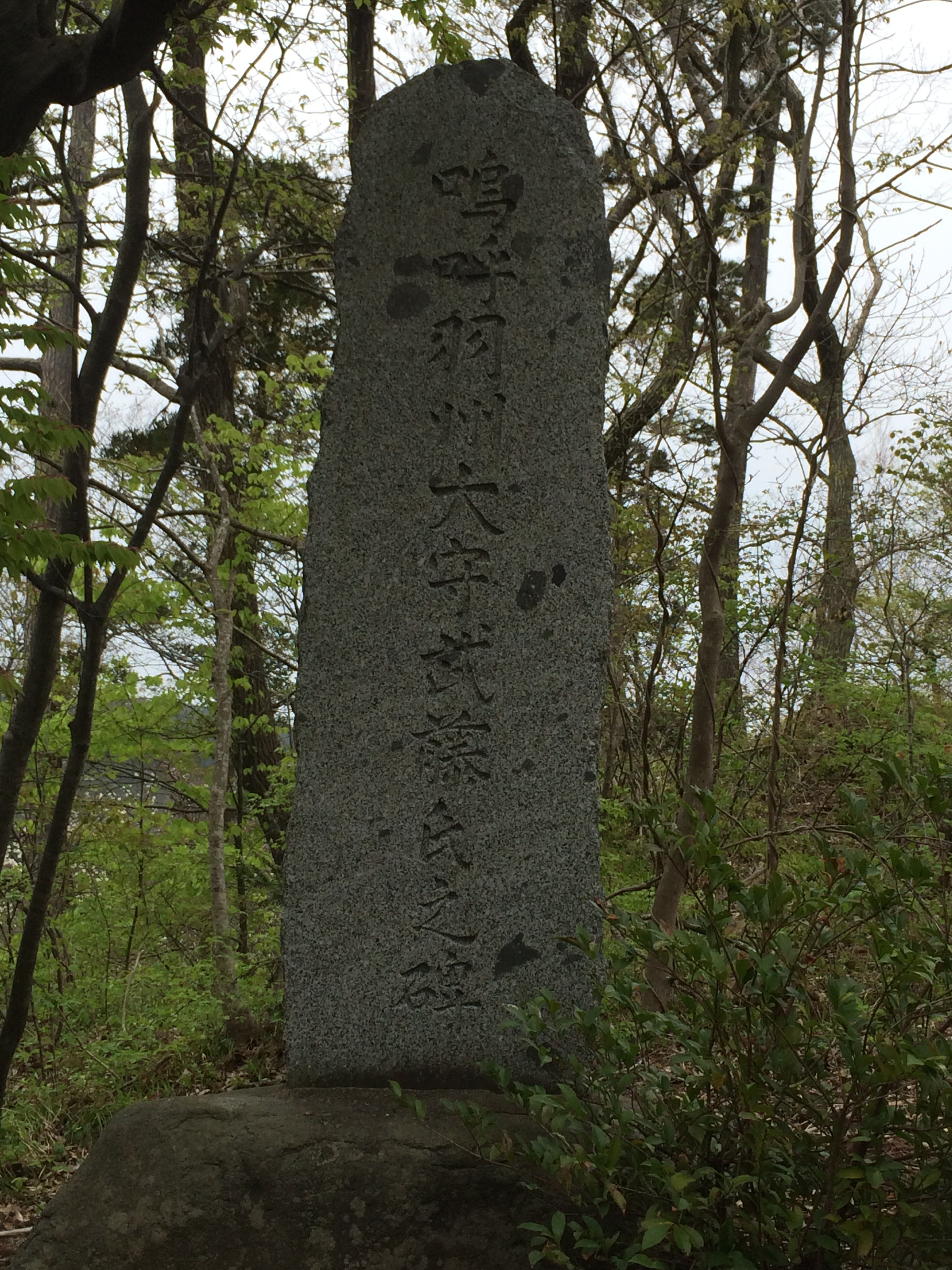
嗚呼羽州太守武藤氏之碑
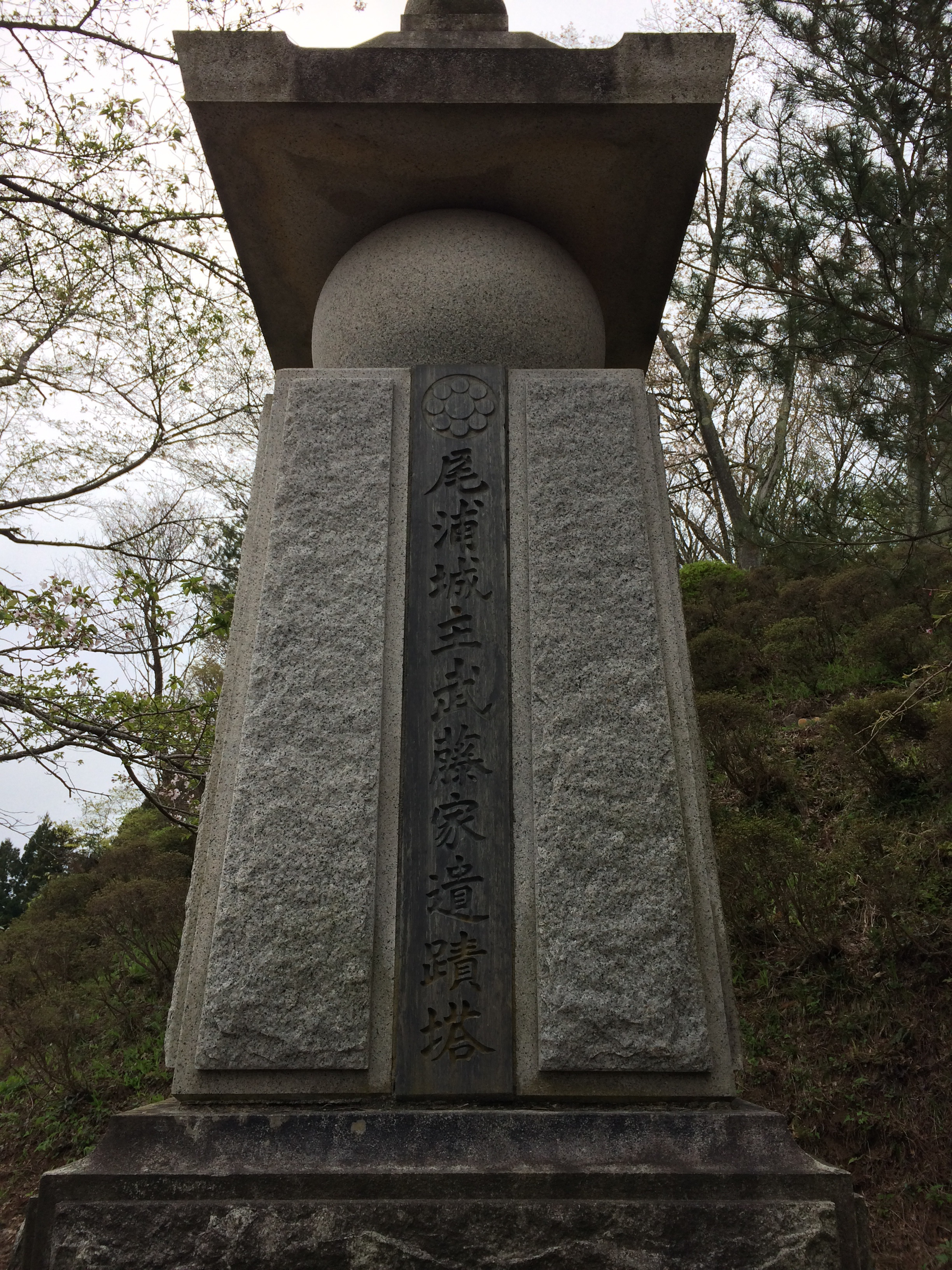
尾浦城主武藤家遺蹟塔
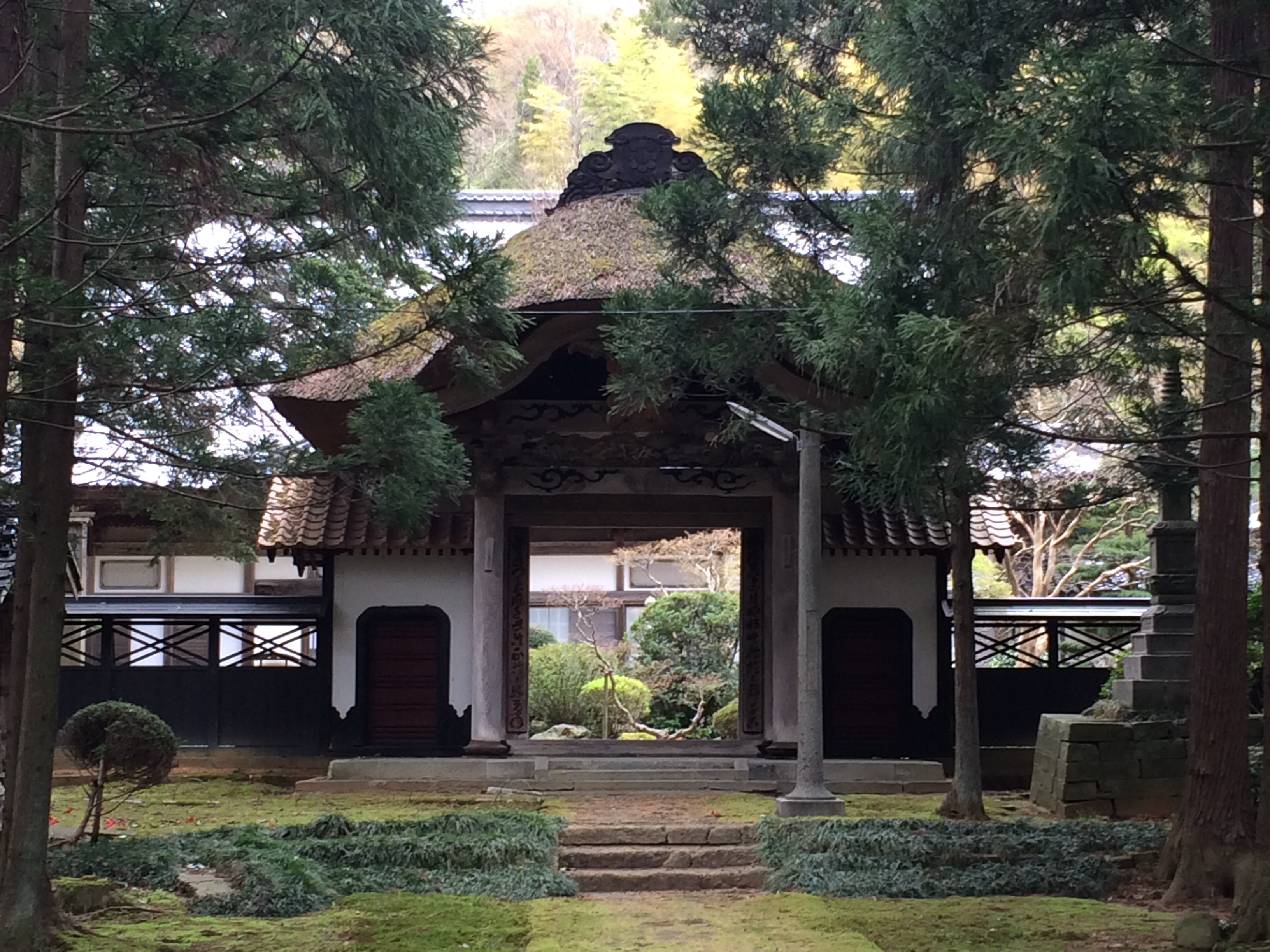
大宝寺武藤氏の菩提寺であった正法寺
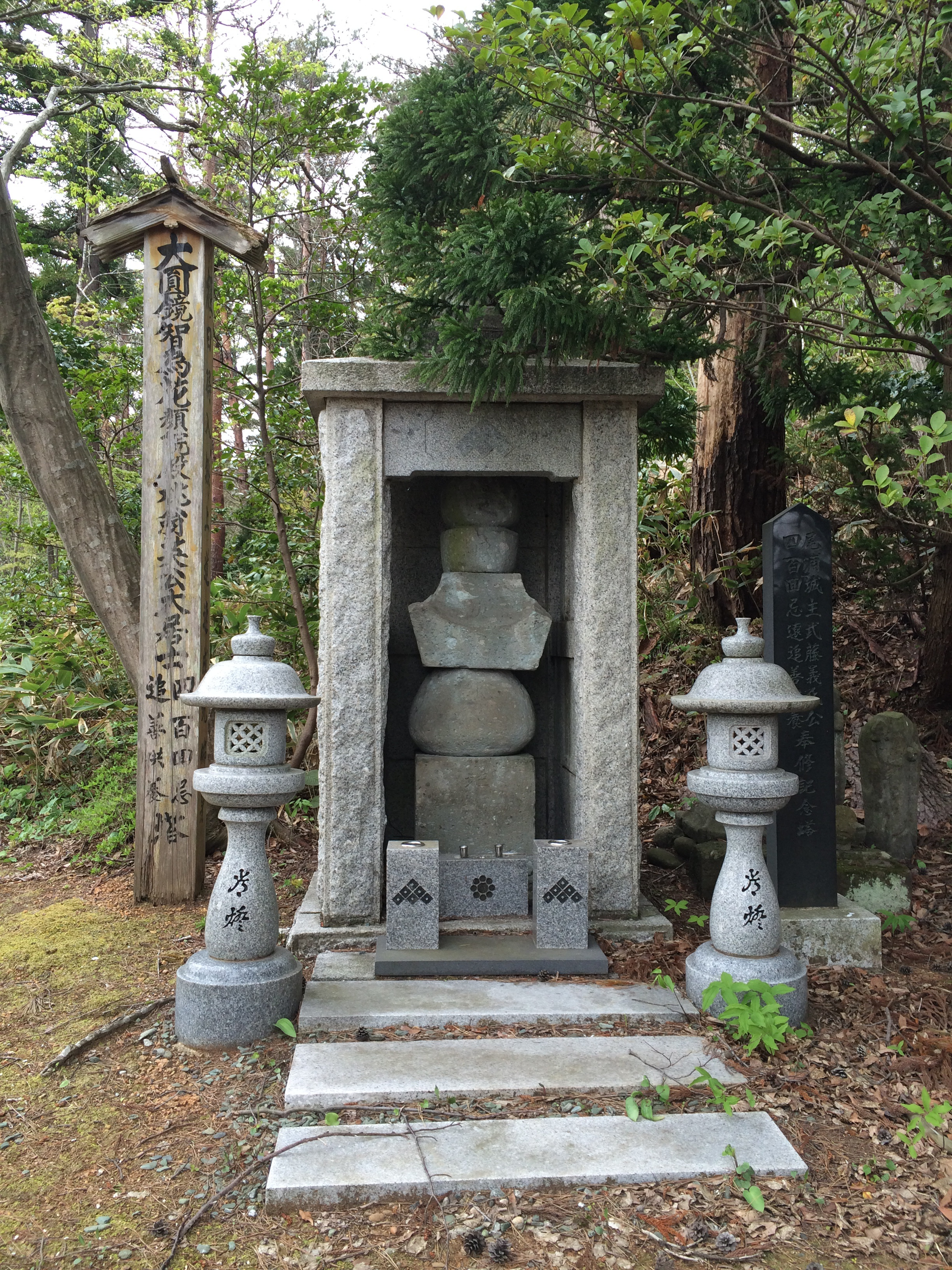
武藤義氏供養塔